# Adrian Alston
Adrian Alston, né le 6 février 1949 à Preston, est un footballeur et entraîneur australien.

## Biographie

### Carrière en équipe nationale
En tant qu'attaquant, Adrian Alston est international australien à 43 reprises (1969-1977) pour sept buts inscrits. Il participe à la Coupe du monde de football de 1974, où il joue tous les matchs en tant que titulaire. L'Australie est éliminée au premier tour.

## Palmarès
- Avec Cardiff City :
  - Vainqueur de la Coupe du pays de Galles en 1976.